# Modon

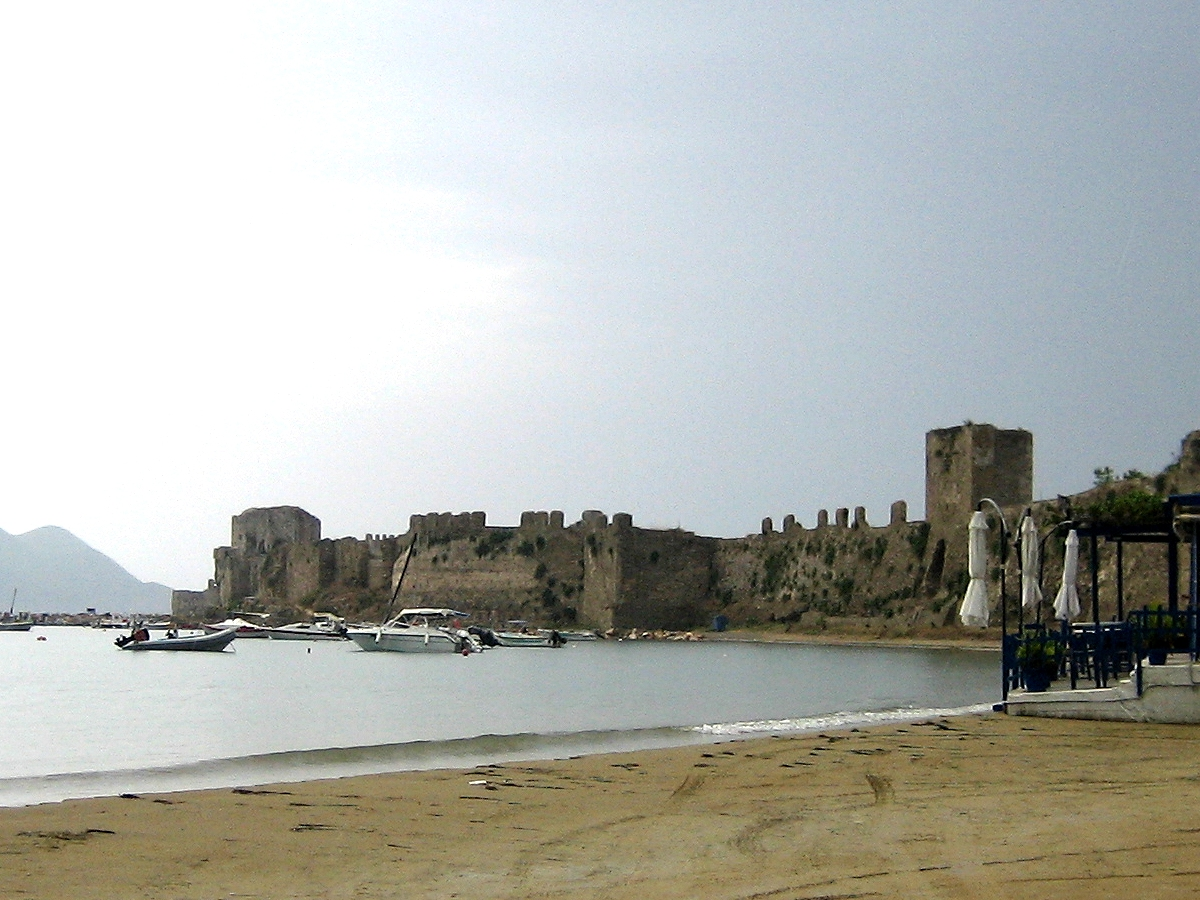
Fortaleza otomano/veneziana de Modon

Modon (Methone Μεθώνη ou Μοθώνη) conhecida também como Modone, grego moderno Methoni, é uma cidade do extremo sudoeste da Messénia com um excelente porto frente à ilha de Sapienza, do grupo das Oenussae. Tem cerca de 2638 habitantes (2001).
Modon foi a cidade que Homero menciona como Pedasos, uma das sete cidades que Agamémnon ofereceu a Aquiles. A heroína epónima Metone é chamada filha de Oeneos, o homem do vinho.
Aparece mencionada nas guerras messénias. Na segunda guerra messénia Modon e Pilos foram as únicas cidades que os messénios ainda dominavam quando se retiraram para a fortaleza de Eira. No final da guerra os espartanos cederam-na aos habitantes de Náuplia que tinham sido expulsos da sua cidade por Argos.
Em 431 a.C. foi atacada pelos atenienses, mas estes foram rechaçados por Brásidas.
Em 371 a.C., quando se restabeleceu a independência da Messénia, os habitantes da cidade, apesar de não serem messénios, puderam ficar lá.
Foi atacada por piratas ilírios no século II a.C..
Um pouco antes da batalha de Ácio, a cidade, que tinha sido fortificada por Marco António, foi ocupada por Marco Vipsânio Agripa depois de um cerco. Aí encontrou o ex-rei Bogudes da Mauritânia, a quem fez matar.
Trajano reconheceu-a como cidade livre.
Permaneceria em poder do Império Romano e do Império Bizantino. Os bizantinos fortificaram-na no século VII e conservaram-na até 1124, quando se estabeleceram aí os venezianos, mas juridicamente foi bizantina até que a posse foi reconhecida aos venezianos enm1206 pelo Império Latino.
A cidade foi usada como base naval e centro de trânsito para os peregrinos que viajavam para a Terra Santa, negócio que ficou nas mãos do estado veneziano em 1227. Em 1499 foi cercada e ocupada pelo Império Otomano, que a reteve até que Morosini a recuperou para os venezianos em 1686. Os venezianos chamavam-lhe "os olhos de Veneza".
Em 1715 voltou aos otomanos que a conservaram até 1828, quando passou para os gregos dirigidos pelo general francês Maison.